# Coolfluid
COOLFluiD (Computational Object Oriented Libraries for Fluid Dynamics) é um ambiente de computação científica orientado por objectos e desenhado para lidar com problemas de computação distribuída com foco predominante sobre Mecânica de Fluidos Computacional e simulações multi-físicas.